# Kurt Leucht
Kurt Leucht (Nuremberg, Alemania, 31 de marzo de 1903-2 de noviembre de 1974) fue un deportista alemán especialista en lucha grecorromana donde llegó a ser campeón olímpico en Ámsterdam 1928.

## Carrera deportiva
Campeón de Alemania en 1925 y 1926, así como campeón de Alemania en 1926 en el campeonato por equipos.
En los Juegos Olímpicos de 1928 celebrados en Ámsterdam ganó la medalla de oro en lucha grecorromana estilo peso gallo, superando al luchador checoslovaco Jindrich Maudr (plata) y al italiano Giovanni Gozzi (bronce).